# Anne Sander
Pour les articles homonymes, voir Sander.
Anne Sander, née le 1er octobre 1973 à Haguenau (Bas-Rhin), est une femme politique française, membre de l'UMP puis des Républicains (LR).
Elle est élue députée européenne lors des élections du 25 mai 2014 et réélue le 26 mai 2019. Elle est première questeure du Parlement européen de 2019 à 2024. Elle n'est pas réélue lors des élections européennes du 9 juin 2024. 

## Biographie
Anne Sander est la fille de Jean-Marie Sander, haut responsable agricole (JA, FDSEA, Chambre d'agriculture), homme politique, ancien président du CESER et ancien président de la holding bancaire Crédit agricole S.A. Son frère Franck Sander est président de la FDSEA-67, président de la confédération générale des planteurs de betteraves et vice-président de la FNSEA auprès de l'Union européenne. Il est également président du Conseil d'administration de l'établissement national des produits de l'agriculture et de la mer (FranceAgriMer). Mariée à un professeur de mathématiques et d’économie, Anne Sander a trois enfants.  
Née à Haguenau, elle passe son enfance à Ohlungen et fait ses études secondaires au lycée Notre-Dame des Mineurs à Strasbourg.
En 1996, elle obtient une maîtrise de gestion à la faculté des sciences économiques de Strasbourg, puis un diplôme d’études supérieures spécialisées en développement local tout en travaillant au Conseil régional Provence-Alpes-Côte d'Azur à Marseille.

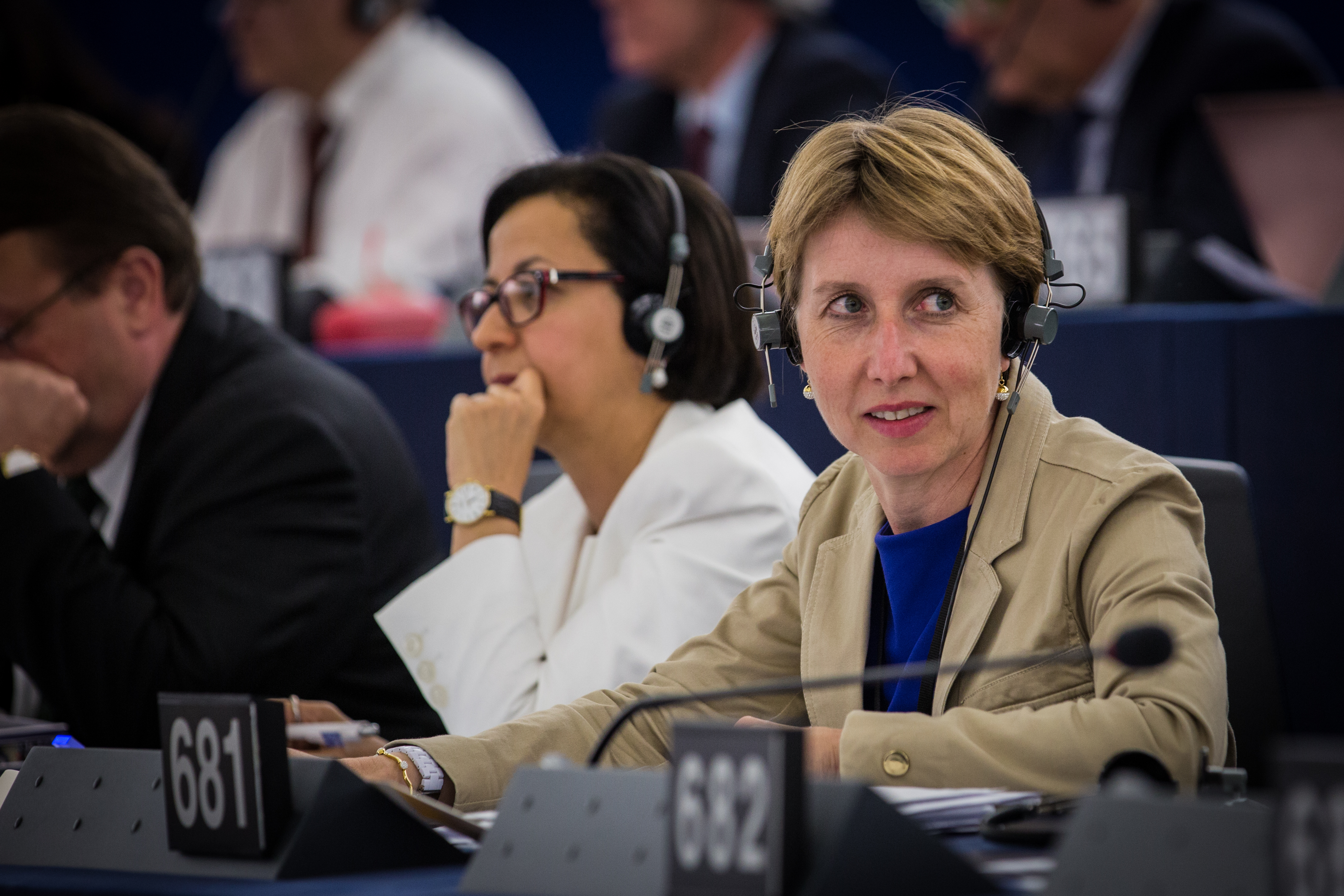
Anne Sander au Parlement européen de Strasbourg en 2014.

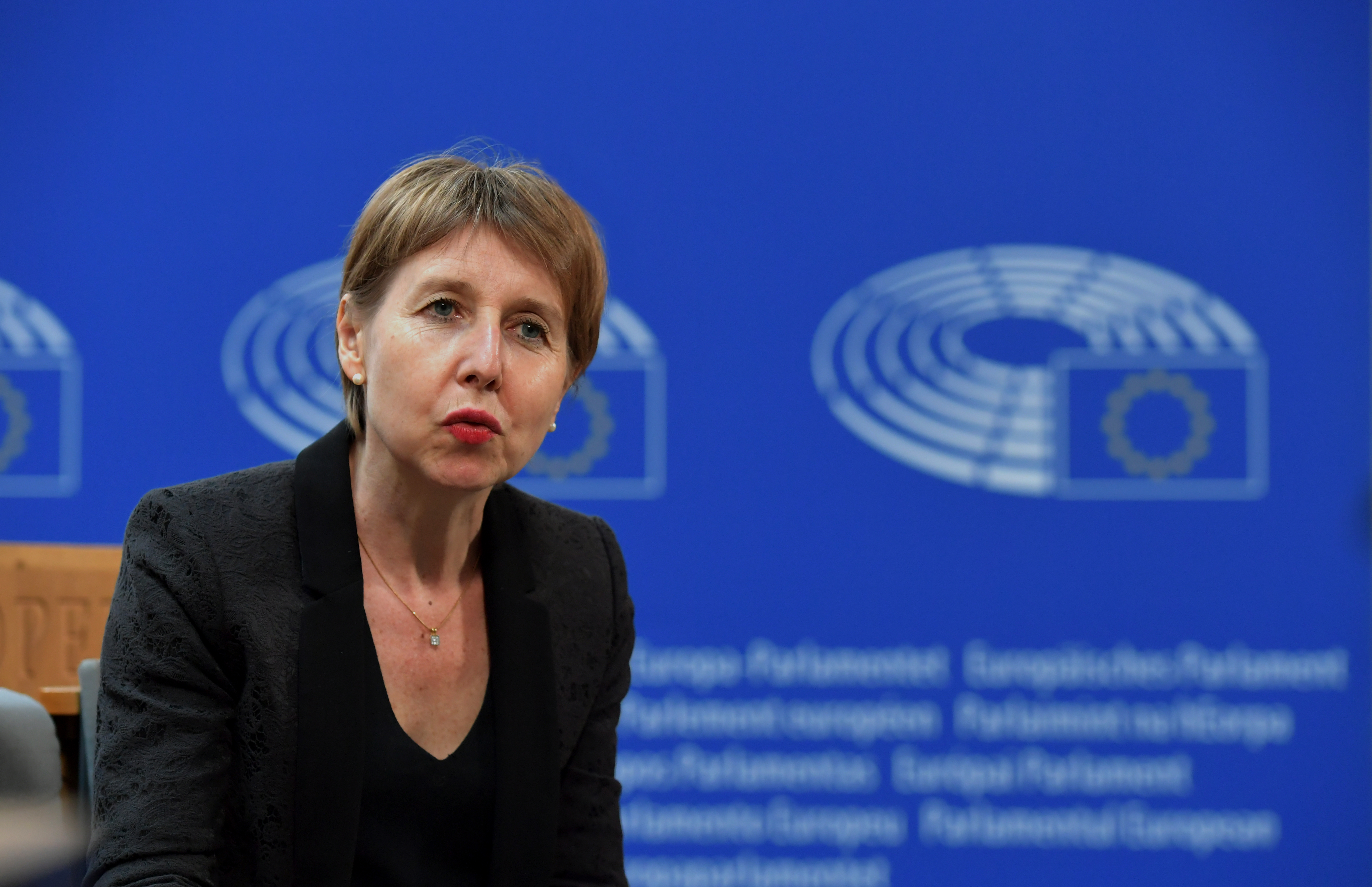
Anne Sander au Parlement européen de Strasbourg en 2021.

De 2000 à 2014, Anne Sander est attachée parlementaire du député européen UMP Joseph Daul. Elle est docteur en sciences économiques du laboratoire BETA-CNRS, et devient présidente de la commission « Territoires et coopération » au Conseil économique, social et environnemental régional (CESER), en Alsace. Elle a été présidente de la Jeune chambre économique de Haguenau jusqu’en 2013.
Elle soutient Bruno Le Maire pour le premier tour de la primaire française de la droite et du centre de 2016. En septembre 2016, dans le cadre de sa campagne, elle est nommée conseillère pour les relations avec les députés européens.
Elle parraine Laurent Wauquiez pour le congrès des Républicains de 2017, scrutin lors duquel est élu le président du parti.
Elle figure en 8e position sur la liste de l'Union de la droite et du centre pour les élections européennes de 2019.
En juin 2021, elle est élue conseillère régionale au Conseil régional du Grand Est
Membre de la commission de l’agriculture au Parlement européen, elle défend les intérêts de l’agro-industrie, notamment contre les mesures de protection de l'environnement. Elle est engagée contre la loi européenne sur la restauration de la nature et milite contre l’interdiction du glyphosate et les lois visant à réduire l’utilisation des pesticides. La loi sur la restauration de la nature est néanmoins adoptée mais elle revendique avoir joué un rôle clé pour « vider de sa substance » ce texte qui selon elle représentait un « désastre pour notre souveraineté alimentaire ».
Pour les élections européennes de juin 2024, elle figure en 10e position sur la liste Les Républicains. Elle n'est pas réélue. 
Le 11 février 2025, elle est nommée par arrêté ministériel inspectrice au Conseil général de l'alimentation, de l'agriculture et des espaces ruraux, instance du ministère de l'agriculture,. 